# Воздвиженка (Киев)
Воздвиженка — жилой микрорайон, построенный в начале 2000-х годов на Кожемяках, что в Подольском районе Киева.

## История микрорайона
Воздвиженка располагается между горами Поскотинка, Замковая и Пейзажной аллеей, параллельно Андреевскому спуску, и выходит непосредственно на улицу Нижний Вал, главную магистраль Подола. Состоит из улиц Воздвиженская, Гончарная, Дегтярная и Кожемяцкая.
До сих пор бытует мнение, что в урочище располагались самые ранние на территории Киева поселения, которые датируются I веком. Основания для этого дали найденные на этом месте римские монеты. Однако, несмотря на многочисленные раскопки, там не обнаружили остатки жилищ. Первые строения появились после 1150 года.
Жителями урочища Гончары-Кожемяки были ремесленники. Первыми в этой местности стали селиться гончары, чуть позже — кузнецы, каменотёсы, кожемяки, скорняки. К началу XVI века в Киеве существовало много ремесленных цехов, большая часть из которых расположилась на Подоле, и в частности, в урочище. Там же, рядом с цехами, селились и сами мастера. Улицы назывались по профессиям. Часть мастеров — плотники, каменотёсы — были заняты в это время на работах по восстановлению Киевского замка, который располагался на горе Замковой, над урочищем.
Цеха и поселения мастеров просуществовали в урочище Гончары-Кожемяки до начала XIX века — например, на Кожемяцкой ещё в середине XIX века существовал известный с XVII века кожевенный завод киевского купца Митюка. К середине XIX века живущих ремесленников на Воздвиженке потеснило киевское купечество.

## Улицы микрорайона Воздвиженка
Главная улица микрорайона — Воздвиженская. Она позволяла сократить путь от Андреевской горы к Житнему торгу: современное название возникло после возведения Крестовоздвиженской церкви в конце XVIII века. Вначале церковь, как и большинство строений Подола, была деревянной. В 1811 году в Киеве случился большой пожар, уничтоживший, в частности, большинство жилых зданий, церквей на Подоле. Новая, каменная Крестовоздвиженская церковь, была построена в 1823 году на деньги проживавших в округе купцов.
Кожемяцкая и Дегтярная улицы — одни из древнейших на Подоле. На этих улицах, которые по утверждённой Городской думой росписи улиц Киева, относились четвёртому разряду, преобладала одно-двухэтажная усадебная застройка домиками на три-пять окон («трехоконки», «пятиоконки»); в последней четверти XIX века строится двух-трехэтажное жилье.
Все улицы Воздвиженки к началу 1980-х годов сохранили свою первоначальную планировку.

## Особенности застройки Воздвиженки
Древнейший сохранившийся план Киева 1695 года показывает довольно плотную усадебную застройку этого микрорайона. По утверждению археологов, планирование усадеб на Гончарах-Кожемяках сохранялось без каких-либо существенных изменений с XII века.
Местность была мало приспособлена для капитальных строений, её интенсивное освоение и застройка начались только в первой половине XIX века. Когда после пожара на Подоле в 1811 году был утверждён новый план застройки урочища, Воздвиженка, благодаря своему специфическому рельефу, не поддалась строго геометрическому планированию.
С середины 1970-х годов немногочисленных жильцов Гончаров-Кожемяк стали отселять по причине аварийного состояния оставшихся домов. В опустевших домах время от времени возникали пожары, и со временем район превратился в пустырь.

## Проект «Древний Киев»
Гончары-Кожемяки привлекали внимание археологов. исследовавших культурные пласты, оставшиеся, по словам ученых, почти нетронутыми. Многие говорили о том, что эта местность должна быть объявлена заповедной археологической территорией.
Проектное предложение о создании историко-археологического и архитектурного комплекса «Парк-музей „Древний Киев“» появилось в 1967 году, генеральные планы и макеты комплекса выполнялись с 1968 вплоть до 1985—1986 годов. В комплекс предлагалось включить территории «города Владимира», частично «города Ярослава», древний Копырев конец, горы Старокиевскую, Детинку, Замковую, Уздыхальницу, Андреевский спуск, а также Воздвиженку. Авторами этого проекта были архитекторы Авраам Милецкий и Николай Холостенко, археологи Пётр Толочко и Михаил Брайчевский и др.
Проект так и не был реализован, и оказался невостребованным в годы перестройки.

### 1990-е годы
Идея обустроить опустевшее урочище Гончары-Кожемяки окончательно оформилась в конце 80-х годов прошлого века. Предполагалось построить жилой комплекс, состоящий из высотных домов. Однако против этой идеи выступили депутаты горсовета, общественные деятели, историки, архитекторы и рядовые жители Киева. Их активные действия спасли Воздвиженку от многоэтажной застройки.

### 2000-е годы. Новая Воздвиженка
Относительно возрождения Воздвиженки архитекторы и градостроители в начале 2000-х годов высказывали очень разноречивые мнения. Но, поскольку исторически район сложился именно как поселение, причем небольшими дворами, то самой обоснованной выглядела идея обустроить его небольшими современными домами. Разнотолки лишний раз свидетельствовали о том, что к вопросу строительства в урочище следует подходить очень осторожно.
Проект микрорайона «Воздвиженка» оказался самым жизнеспособным, и в 2000 году трест «Киевгорстрой-1» имени М. П. Загороднего приступил к его реализации, начав подготовительные работы. В марте 2001 года был заложен первый кирпич, но интенсивное строительство началось лишь в 2003 году.